# Будова і ремонт вагонів
Будова і ремонт вагонів (рос. Устройство и ремонт вагонов) — довідник залізничника. Є унікальним виданням часів СРСР (до складу якого входила Україна). Україномовної версії не існувало.
У даному виданні є опис пристрою, технології ремонту та організації технічного обслуговування вагонів. Відповідає програмі підготовки оглядачів вагонів й слюсарів з ремонту пасажирських та вантажних вагонів для середніх професійно-технічних училищ, для використання спеціалізованого навчання робітників на виробництві, працівників ремонту й експлуатації вагонного парку.